# جاستن فيرفاكس
جاستن فيرفاكس (بالإنجليزية: Justin Fairfax)‏ هو سياسي أمريكي، ولد في 17 فبراير 1979 في بيتسبرغ في الولايات المتحدة. حزبياً، نشط في الحزب الديمقراطي. وقد انتخب نائب حاكم فرجينيا ‏ (13 يناير 2018 – ).

## وصلات خارجية
- الموقع الرسمي